# Charlotte Checkers
Charlotte Checkers – amerykański klub hokejowy z siedzibą w Charlotte działający w latach 1993–2010. 
Pierwotnie zespół występował w ECHL i był filią zespołu NHL – New York Rangers oraz Hartford Wolf Pack (AHL). W 2010 roku powstał nowy klub pod tą nazwą, będący kontynuacją Albany River Rats. Występuje w AHL. Jest podległy klubowi Carolina Hurricanes i współpracuje z Florida Everblades (ECHL).

## Sukcesy
- Puchar Caldera: 2019